# جیسون پارکر (ورزشکار)
جیسون پارکر (انگلیسی: Jason Parker؛ زادهٔ ۱۳ مهٔ ۱۹۷۵) اسکیت‌باز سرعت اهل کانادا است.